# USS California (BB-44)
USS California (BB-44) byla bitevní loď amerického námořnictva třídy Tennessee. Byla to v pořadí pátá loď US Navy tohoto jména. Její sesterskou lodí byla USS Tennessee (BB-43).

## Stavba
Plavidlo postavila americká loděnice Mare Island Naval Shipyard ve Vallejo v Kalifornii. Byla to první bitevní loď postavená na západním pobřeží Spojených států amerických. Objednána byla 28. prosince 1915. Stavba plavidla byla zahájena 25. října 1916, na vodu bylo spuštěno 20. listopadu 1919 a do služby bylo přijato 10. srpna 1921.

## Služba

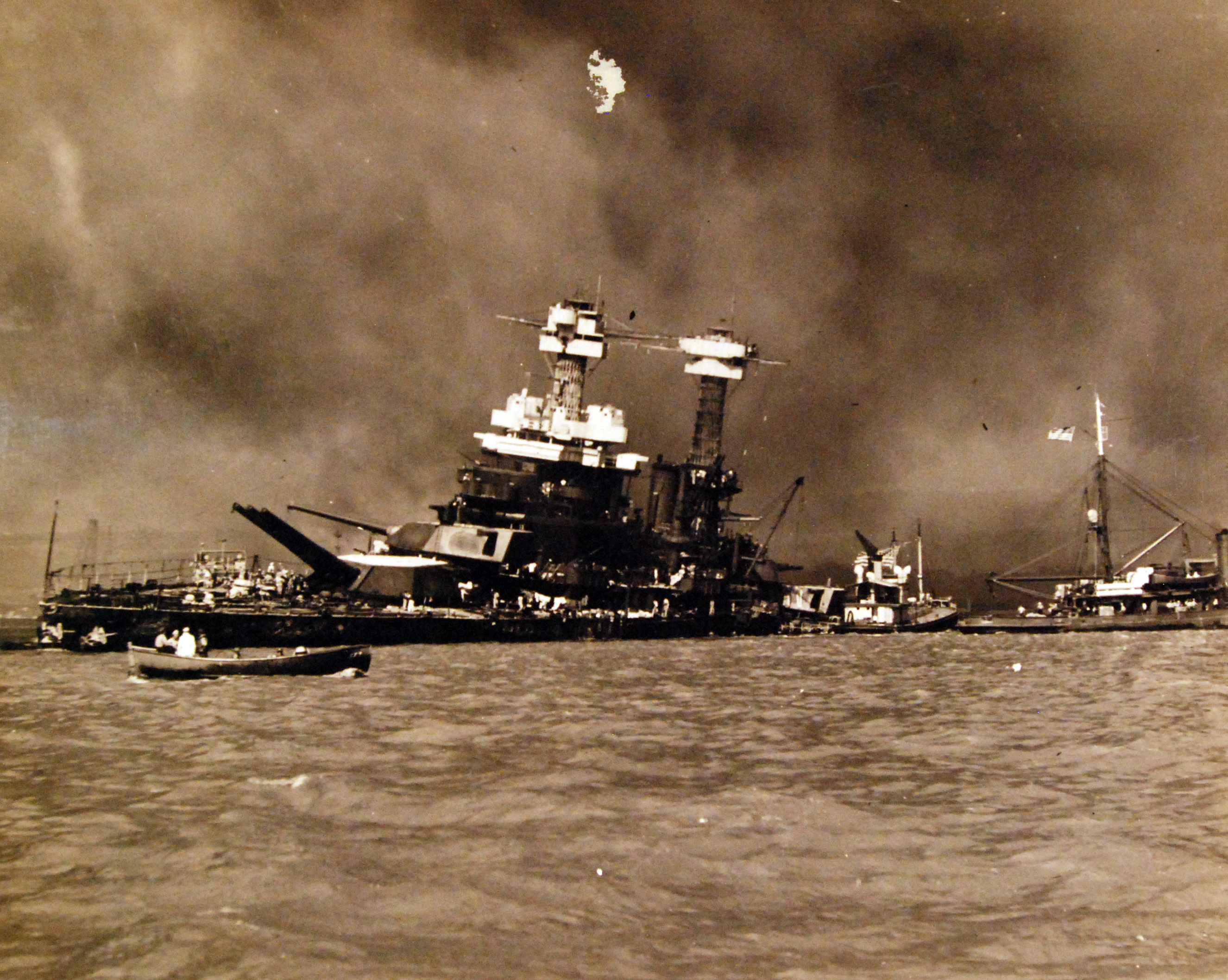
California po japonském útoku na Pearl Harbor

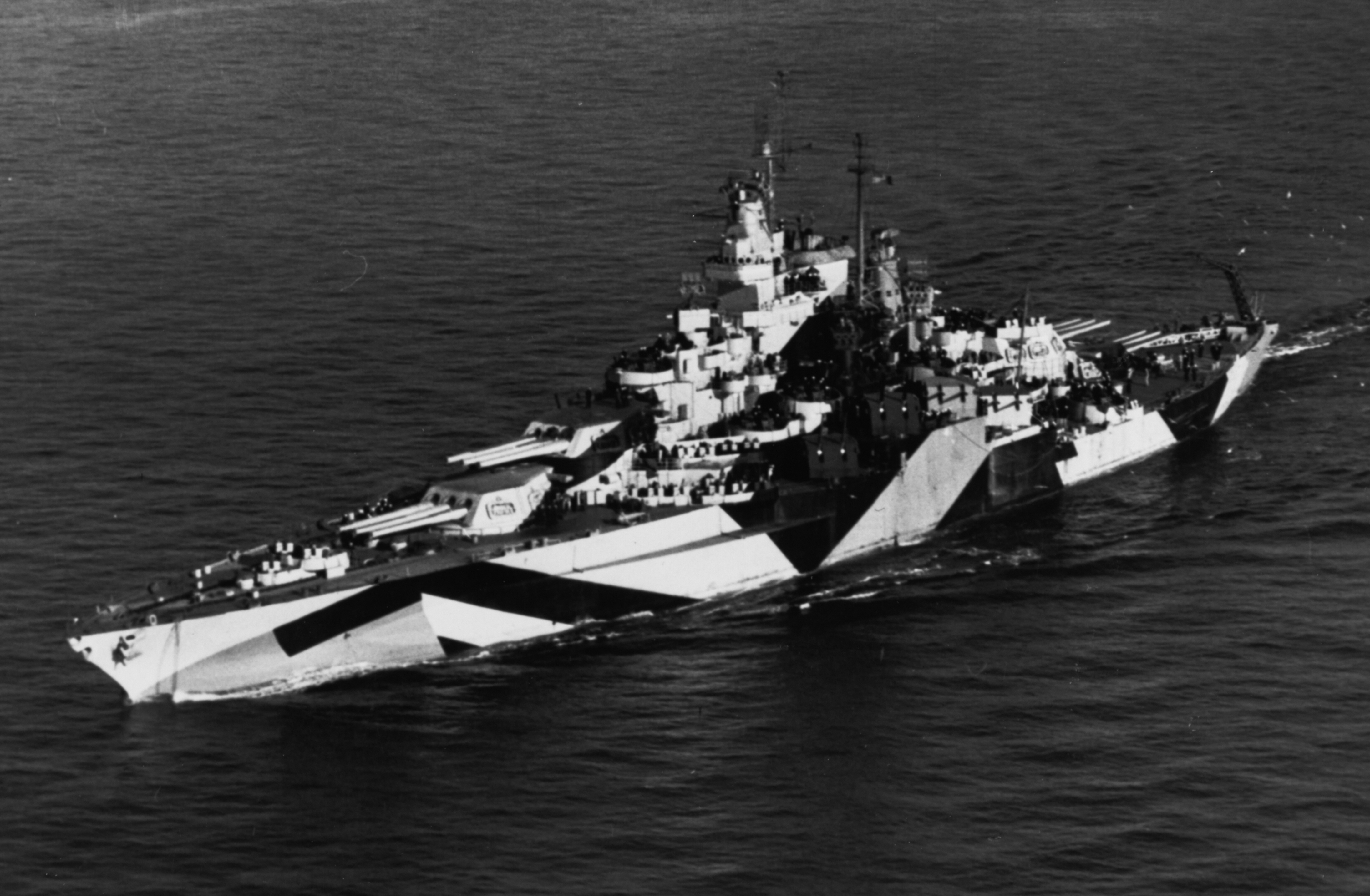
Opravená a modernizovaná California v roce 1944

V letech 1921–1941 byla California vlajkovou lodí Pacifické flotily. V meziválečné době se věnovala především výcviku. V letech 1929–1930 byla loď poprvé modernizována. Například u ní byla původní protiletadlová baterie 75mm kanónů nahrazena 12 kusy protiletadlových kanónů ráže 127 mm. California byla v roce 1940 jednou z šesti lodí, na které byl instalován radar CXAM.
Při útoku letadlových lodí Japonského císařského námořnictva na Pearl Harbor Californii poškodilo několik torpéd a pum a loď postupně dosedla na dno přístavu, přičemž nad hladinou zůstaly pouze nástavby. V březnu roku 1942 byla loď vyzvednuta a rozsáhle modernizována. Byl z ní odebrán radar CXAM a nainstalován na USS Hornet. Byla zesílena pancéřová ochrana, stabilita, sekundární a protiletadlová výzbroj i systém řízení palby. Původní 127mm kanóny nahradilo 16 nových, umístěných v osmi dvouhlavňových plně krytých věžích. Protiletadlové 127mm kanóny byly odstraněny a nahrazeny desítkami děl ráží 40 mm a 20 mm.
Opravy skončily počátkem roku 1944 a v květnu 1944 byla loď nasazena při podpoře výsadku na Marianách a Saipanu. V červenci a srpnu podporovala obsazení ostrovů Guam a Tinian. Poté byla součástí sil určených k podpoře invaze na Filipíny. Zde se především podílela na zničení japonského Jižního svazu viceadmirála Nišimury v bitvě v průlivu Surigao. Účastnila se i bitvy o Okinawu. Po skončení války byla letitá loď brzy vyřazena ze služby. Stalo se tak v roce 1947 a v roce 1959 bylo plavidlo sešrotováno.